# لويس الخامس عشر ملك فرنسا
لويس الخامس عشر (بالفرنسية: Louis XV de France) ولد في 15 شباط 1710 وتوفي في 10 أيار عام 1774 وهو ملك فرنسا منذ الأول من أيلول عام 1715.
ولد لويس الخامس عشر باسم (Louis, duc d'Anjou) وهو الابن الثالث للدوق لويس، دوق بورغوندي و زوجته ماري أديلايد.
تولى لويس الخامس عشر العرش الفرنسي بعد وفاة الملك لويس الرابع عشر، أحد أعظم ملوك فرنسا، حيث حكم فرنسا ومنطقة نافارا ذات الحكم الذاتي منذ العام 1715 م. وحتى وفاته، عانى الملك الفرنسي من وفاة جميع أفراد أسرته، كما تمتع بسمعة طيبة في بداية فترة حكمه لفرنسا وبالرغم من هذا فإن سياسته الخاصة بالإصلاح في النظام الملكي الفرنسي وسياسته الخارجية على الساحة الأوروبية أفقدتاه دعما شعبيا وجعلته أحد أكثر الملوك غير الشعبيين في فرنسا.
فيما عامل المؤرخون لويس الخامس عشر بقسوة في كتاباتهم، إلا أن كُتّاباً في العصر الحديث تحدثوا عن كونه من أفضل من حكم فرنسا في وقته، كما كان ذكيا ليحكم جيدا أكبر مملكة في أوروبا.
و رغم القناع الذي ارتداه كملك «جبار» إلا أن مما يحسب له أن له أعمالاً لحساب الفقراء ظهرت لاحقا من فترة حكمه.

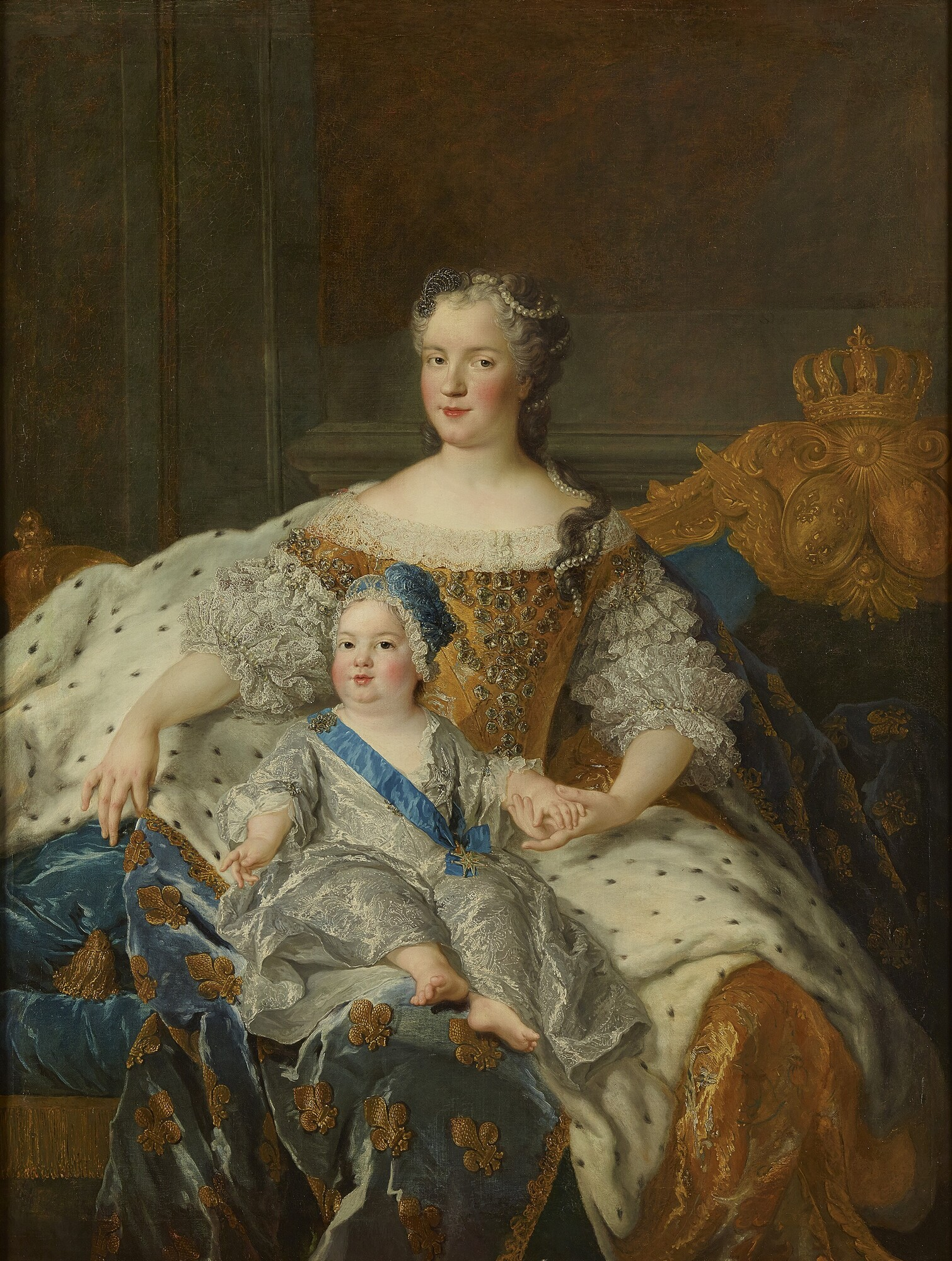
لوحة للملكة ماري ليزينسكا زوجة لويس الخامس عشر وابنه دوفين لويس

تزوج لويس الخامس عشر من ماري ليزينسكا ابنة ملك بولندا ستانيسلاف ليزينسكي وأنجب منها عشرة أولاد منهم الدوفين لويس الذي توفي لاحقا ولويز إليزابيث، دوقة بارما القرينة وماري أديلايد التي أصبحت دوقة لوفوا لاحقاً.
كما كانت له علاقة عاطفية المخفية مع مدام دو بومبادور جلبت له انتقادات واسعة.
وصلت مراحل دعم الفنون والآداب والحرفيين في عصره إلى ذروتها وكانت فرنسا من أكثر الدول الأوروبية وقتها إضافة إلى روسيا في دعم الفنون والآداب إلا أن التجربة الفرنسية نالت إعجاب وحسد الأوروبيين وقتها.
و حتى اليوم بعد ما يزيد عن 250 عاما لا يزال أسلوب الفن والتصميم الذي اتبع في عصر لويس الخامس عشر هو الأسلوب المفضل في البلدان الغنية والمعروفة في جميع أنحاء العالم.

## النشأة ومجلس الوصاية على العرش (1710–1723)
كان لويس الخامس عشر ابن حفيد لويس الرابع عشر والابن الثالث لدوق بورغوندي (1682-1712)، وزوجته ماري أديلايد من سافوي، الابنة الكبرى لفيتوريو أميديو الثاني، دوق سافوي. وُلد في قصر فرساي في 15 فبراير 1710. وعندما وُلد، سّمِّيَ بدوق أنجو. وبدت احتمالية أن يُصبح ملكًا بعيدةً جدًا؛ وكان ابن الملك الأكبر ووريثه، لويس الدوفين الأكبر، ووالد لويس وشقيقه الأكبر الذي كان على قيد الحياة يسبقونه في تولي الحكم. وبالرغم من ذلك، توفي الدوفين الأكبر بالجدري في 14 أبريل 1711. وأُصيبت ماري أديلايد والدة لويس في 12 فبراير 1712 بالحصبة وتوفيت، وتبعها والد لويس في 18 فبراير، دوق بورغوندي، والذي كان التالي في الترتيب ليستلم العرش. وفي 7 مارس، وُجِد أن كلًا من لويس وشقيقه الأكبر، الدوق السابق لبريتاني، مصابون بالحصبة، وعولج الشقيقان بالطريقة التقليدية وهي النزيف. وفي ليلة 8-9 مارس، توفي دوفين من مزيج من المرض والعلاج. ولم تسمح مربية لويس، مدام دي فينتادور للأطباء بجعل لويس ينزف أكثر؛ كان مريضًا جدًا ولكنه نجا. وعندما توفي لويس الرابع عشر في 1 سبتمبر 1715، ورث لويس العرش في الخامسة من عمره.
كان قانون فينسينز يفرض منذ عام 1374 أن تُحكم المملكة من قبل وصي إلى أن يصل لويس إلى عمر الثالثة عشر. مُنح لقب الوصي لأقرب أقربائه، ابن عمه فيليب، دوق أورليان. ومع ذلك، لم يثق لويس بفيليب، الذي كان جنديًا معروفًا، ولكنه اعتُبر ملحدًا وفاحشًا من قبل الملك. أشار الملك لفيليب بصورة خاصة بلقب فونفارون دي كريم («متبجح الجرائم»). أراد لويس الرابع عشر لفرنسا أن تُحكم من قبل ابنه المفضل ولكن غير الشرعي، دوق مين (الابن غير الشرعي للويس الرابع عشر ومدام دو مونتيسب)، الذي كان في المجلس. وفي أغسطس 1714، وقبل وفاته بفترة قصيرة، أعاد الملك كتابة وصيته ليحدد سلطات الوصي؛ اشترطت الوصية أن تُحكم البلاد من قبل مجلس وصاية يتكون من أربعة عشر عضوًا حتى وصول الملك لسن الثالثة عشر. واختير فيليب ابن أخت لويس الرابع عشر رئيسًا للمجلس، وتضمن الأعضاء الآخرون في المجلس دوق مين وحلفائه. كانت القرارات تُتَّخذ بواسطة تصويت الأغلبية، بمعنى أن بإمكان الوصي أن يُغلب بأصوات حزب مين. رأى أورلينز الفخ، وذهب إلى برلمان باريس مباشرةً بعد وفاة الملك، وهو تجمع للنبلاء حيث كان لديه العديد من الحلفاء، وجعل البرلمان يلغي وصية الملك. ومقابل دعمهم، أعاد للبرلمان دروا دو روموترانس (الحق في الاعتراض) – وهو الحق في الاعتراض على قرارات الملك، وكان هذا الحق قد ألغي من قبل لويس الرابع عشر. وقد أعاق حق الاعتراض عمل النظام الملكي وحدد بداية الصراع بين البرلمان والملك والذي أدى في النهاية إلى الثورة الفرنسية عام 1789.
في 9 سبتمبر 1715، أمر مجلس الوصاية بنقل الملك بعيدًا عن البلاط في فرساي إلى باريس، حيث كان لمجلس الوصاية مسكنًا الخاص في القصر الملكي. وفي 12 سبتمبر، نفذ أول أعماله الرسمية، وافتتح أول سرير عدالة (اجتماع مجلس الدولة) في فترة حكمه في القصر الملكي. وعاش منذ سبتمبر 1715 وحتى يناير 1716 في قلعة فينسينز، قبل أن ينتقل إلى قصر التويليري. أُخذ من مربيته مدام فينتادور في فبراير 1717 عندما وصل لسن السابعة ووضع في رعاية فرانسوا دي نيوفيل، الدوق ذو الثلاثة والسبعين عامًا ومارشال فرنسا، واختير ليكون مربيه في وصية لويس الرابع عشر في أغسطس 1714. علَّم فيليروي الملك الشاب آداب البلاط، وعلمه كيف يتفقد فوجًا. وكيف يستقبل الزوار الملكيين. شمل ضيوفه القيصر الروسي بطرس الأكبر عام 1717؛ وعلى عكس البروتوكول الاعتيادي، حَمَلَ القيصر الذي كان طوله مترين لويس وقبَّله. تعلم لويس أيضًا مهارات ركوب الحصان والصيد، والذي أصبح الشغف الكبير للملك الشاب. وفي 1720، جعل فيليروي الملك الشاب لويس يرقص رقصتي باليه على مشهد من الناس في قصر التويليري بتاريخ 24 فبراير 1720، ومرة أخرى في ذا باليه ديز إيليمينت في 31 ديسمبر 1721. وكان من الواضح أن لويس الخجول لم يستمتع بالتجربة؛ ولم يرقص رقصة باليه أخرى أبدًا.
كان أندريه فلوري مدرس الملك الخصوصي، وأسقف فريوس (والذي أصبح كاردينال فلوري لاحقًا)، والذي أشرف على تثقيفه باللاتينية، والإيطالية، والتاريخ والجغرافيا، وعلم الفلك، والرياضيات والرسم وعلم الخرائط. أبهر الملك القيصر الروسي الزائر بمعرفته للأنهر، والمدن، والخصائص الجغرافية الرئيسية لروسيا. حافظ الملك لاحقًا في حياته على شغفه بالعلم والجغرافيا؛ وأنشأ أقسامًا للفيزياء (1769) والميكانيك (1773) في كوليج دو فرانس، وأشرف على أول خريطة كاملة ودقيقة لفرنسا، كارت دو كاسيني. وبالإضافة إلى دراسته الأكاديمية، تلقى تعليمًا عمليًا في الحكومة. وبدأ بحضور الاجتماعات الاعتيادية لمجلس الوصاية عام 1720.
أقلقت أزمةٌ اقتصاديةٌ واحدةٌ مجلس الوصاية؛ واختير عالم الاقتصاد الإسكتلندي والمصرفيّ جون لو المراقب العام للأمور المالية. وفي مايو 1716، افتتح بانك جينيرال بريفيه («المصرف الخاص العام»)، والذي أصبح بعد فترة قصيرة المصرف الملكي. كان يُمول غالبًا من قبل الحكومة، وكان أحد أقدم المصارف التي أصدرت عملات نقدية ورقية، والتي وَعد أن بالإمكان تبديلها بالذهب. أقنع أيضًا الأثرياء الباريسيين بالاستثمار في شركة مسيسيبي، وهو مخطط لاستعمار الأراضي الفرنسية في لويزيانا. ارتفع سهم الشركة في البداية فجأة ثم انهار عام 1720، وانهار معه المصرف. هرب لو من فرنسا، وأصبح الباريسيون الأثرياء مترددين بالقيام بالمزيد من الاستثمارات أو الوثوق بأي عملةٍ غير الذهب.
في 1719، أعلنت فرنسا في تحالف مع بريطانيا وجمهورية هولندا الحرب على إسبانيا. هُزمت إسبانيا برًا وبحرًا، وسعت إلى السلام بسرعة. وقد وُقِّعت المعاهدة الفرنسية الإسبانية بتاريخ 27 مارس عام 1721. واقترحت الحكومتان توحيد عائلتيهما الملكيتين عن طريق تزويج لويس لماريانا فيكتوريا من إسبانيا، ابنة فيليب الخامس ملك اسبانيا ذات السبعة أعوام، وكان فيليب الخامس نفسه حفيدًا للويس الرابع عشر. وُقِّع عقد الزواج في 25 نوفمبر، وجاءت العروس المستقبلية إلى فرنسا وأقامت في اللوفر. ومع ذلك، قرر مجلس الوصاية أنها كانت صغيرة جًدا في السن لتنجب أطفالًا في الوقت المناسب، وأُرجِعت إلى إسبانيا. كانت فرنسا في فترة سلام خلال بقية فترة حكم مجلس الوصاية، وفي عام 1720، أصدر مجلس الوصاية مرسومًا يقضي بالصمت الرسمي عن النزاعات الدينية. نشر مونتسكيو وفولتير أولى أعمالهم، وبدأ عصر التنوير في فرنسا بهدوء.

## حكومة دوق بوربون (1723–1726)
في 15 يونيو 1722، وصل لويس لعيد ميلاده الثالث عشر، وهي سنة بلوغه لسن الرشد، ترك باريس وعاد إلى فرساي، حيث كان لديه ذكريات سعيدة عن طفولته، ولكن حيث كان بعيدًا عن متناول الرأي العام. وفي 25 أكتوبر، توِّج لويس ملكًا في كاتدرائية ريمس. وفي 15 فبراير 1723، أعلَن برلمان باريس بلوغ الملك سن الرشد، وأنهى مجلس الوصاية رسميًا. وفي بداية حكم لويس، استمر دوق أورليان بإدارة الحكومة، وحصل على لقب رئيس الوزراء في أغسطس 1723، ولكن بينما كان يزور عشيقته، بعيدًا عن البلاط والعناية الطبية، توفي أورليان في ديسمبر من نفس السنة. وبناءً على نصيحة سلفه فلوري، عَيَّن لويس الخامس عشر ابن عمه لويس هنري دوق بوربون، ليشغل منصب رئيس الوزراء بدل دوق أورليان الراحل.
ومع وفاة الوصي أورليان أصبح هناك مخاوف من أن الإنفانتا ماريانا فيكتوريا صغيرة جداً وبعيدة عن سن الزواج، لذلك الدائرة البلاط الملكية فكروا في إلغاء الخطوبة وإعادتها إلى إسبانيا، لهذا كانت إحدى الأولويات الأولى لدوق بوربون هي إيجاد عروس للملك بمساعدة من عشيقته مدام دو بري ومعلم الملك الكاردينال فلوري، لضمان استمرارية النظام الملكي وخاصة لمنع وصول خلافة إلى فرع الأورلياني الذين يأتوا على قمة السلم، وأحد منافسيه،  تم إعداد قائمة تضم 99 أميرة، من بينهن آن البريطانية وباربرا البرتغالية وشارلوت أمالي الدنماركية وإليزابيث تيريز من لورين وإنريشيتا ديستي وأخوات الدوق هنرييت لويز وإليزابيث ألكسندرين، وفي النهاية، تم اختيار ماري ليزينسكا البالغة من العمر واحدًا وعشرين عامًا .

## السياسة الخارجية وحرب وراثة العرش النمساوي
خاضت فرنسا في عهده حرب وراثة العرش النمساوي (1740 - 1748) الي جوار بروسيا ضد النمساويين والبريطانيين والهولنديين أدت لعدة انتصارات فرنسية وكان من نتائجها احتلال فرنسا ل«هولنده النمساوية» (بلجيكا الحالية)، كما توسعت حدود فرنسا لتتخطي نهر الراين وزاد نفوذها في أوروبا.

## محاولة الاغتيال
تعرض لمحاولة اغتيال في كانون الثاني 1757 م.حيث قام القاتل بدخول قصر فرساي كما يفعل الألف من الناس يوميا آنذاك لتقديم التماسات للملك إلا أن المنفذ اختفي داخل حدائق القصر وانتظر إلى أن أطل الليل حيث كان الملك يقوم كل ليلة بنزهة منفردا في حدائق القصر على ضوء القناديل، وما لبث أن انقض منفذ الهجوم على الملك وباغته بطعنة في أضلعه بسكين.
و يعتقد أن الحملة التي تعرض لها الملك من منتقديه وقتئذ كانت قد أثرت في الشخص الذي قام بالجريمة، وقيل أنه وقتها طلب الصفح من زوجته «لسوء سلوكه» بينما كان ينزف، إلا أن الملك نجا من الموت ويرجع السبب للملابس الثقيلة التي كان يرتيها في تلك الليلة الباردة والتي حمت أعضاؤه الداخلية، وقد علق فولتير وقتها على الأمر ساخرا وواصفا الطعنة «بوخزة الدبوس».

## وفاته
توفي الملك لويس الخامس عشر في قصر فرساي قرب باريس متأثرا بمرض الجدري الذي أصابه، ودفن في مقبرة كنيسة بازيليك سان دينيس والتي دفن بها ملوك وملكات فرنسا، وبما أن ابنه ولي العهد دوفين لويس توفي قبله فقد خلفه حفيده لويس السادس عشر والذي شهد عهده الثورة الفرنسية.

## وصلات خارجية
- لويس الخامس عشر ملك فرنسا على موقع الموسوعة البريطانية (الإنجليزية)
- لويس الخامس عشر ملك فرنسا على موقع إن إن دي بي (الإنجليزية)
- لويس الخامس عشر ملك فرنسا على موقع ديسكوغز (الإنجليزية)
- الجيش الفرنسي (1600 - 1900) (بالإنجليزية)